# Żmijewo-Podusie
Żmijewo-Podusie – część wsi Żmijewo-Gaje w Polsce,  położona w województwie mazowieckim, w powiecie mławskim, w gminie Stupsk.
W latach 1975–1998 Żmijewo-Podusie administracyjnie należało do województwa ciechanowskiego.